# Пресвитерианская церковь в Колумбии (Реформатский синод)
Пресвитерианская церковь в Колумбии (Реформатский синод) (исп. La Iglesia Presbiteriana en Colombia, Sínodo Reformado, IPCSR) — реформатская протестантская деноминация в Южной Америке.
Церковь основана в Колумбии в 1993 году группами верующих, отделившимися от Пресвитерианской церкви Колумбии.

## История

### Предыстория
В 1855 году направленный Американским библейским обществом Рамон Монтсальватге прибыл в Колумбию. Впоследствии в страну прибыл Генри Баррингтон Пратт, направленный пресвитерианской церковью США.
Оба миссионера начали служить для проживающих в стране иностранцев. Первоначально службы проводились на английском языке.
С 1859 года службы стали совершаться на испанском языке. Церковь столкнулась с религиозными преследованиями и лишь в 1959 году Пресвитерианская церковь Колумбии обрела полную автономию от американских конфессий. В 1982 году деноминация создала Пресвитерианскую семинарию Великой Колумбии (англ. Presbyterian Seminary of Greater Colombia) для обучения своих пасторов.

### Основание
В 1970-х годах пасторы Пресвитерианской церкви Колумбии Аугусто Либрерос (Augusto Libreros) и Гонсало Кастильо (Gonzalo Castillo) и последователь их церкви Орландо Фальс Борда (Orlando Fals Borda) создали при поддержке Объединенной пресвитерианской церкви США организацию «Линия исследований и социальных действий» (исп. Línea de Investigación y Acción Sociaa), которая переросла в движение «Ла Роска» (исп. La Rosca). Члены группы выразили недовольство традиционным христианским богословием и выступили за более открытый подход к христианству. Идеи движения распространял журнал «Христианство и общество» (исп. Cristianismo y Sociedad). Лидеры движения обратились к католической церкви в Колумбии с предложением вступить в национальное экуменическое движение.
В 1970-х годах руководство Пресвитерианской церкви Колумбии провозгласило движение «Ла Роска» коммунистическим, а его сторонники Орландо Фальс Борда и другие, были изгнаны из церкви.
В 1980-х годах была организована Пресвитерианская богословская семинария (исп. Seminario de Teología Presbiteriana). С тех пор экуменическое движение в Пресвитерианской церкви Колумбии вновь выросло.
В 1988 году Базовые церковные общины вместе с католическими организациями и протестантскими церквями организовали Национальное экуменическое собрание христиан за жизнь (исп. Ecuménico Nacional de Cristianos por la Vida). В учреждении нового движения приняли участие пресвитериане из Барранкильи, Медельина и Боготы во главе с пасторами Дэвидом Иллиджем (David Illidge), Уриэлем Рамиресом (Uriel Ramírez) и Мильсиадесом Пуа (Milcíades Púa).
Участие в экуменическом движении было подвергнуто сомнению консервативными кругами Пресвитерианской церкви Колумбии, которые обвинили пасторов и лидеров движения в симпатии к коммунизму.
В 1988 году Центральная пресвитерия Пресвитерианской церкви Колумбии разделилась из-за взаимных обвинений части её членов в отклонении от изначального пресвитерианского богословия в сторону либеральной теологии.
Вследствие этого пасторы в церквях Центральной Боготы, Палермо, Тринидада, Ла Деспенса, Версаллеса, Центральной Букараманги организовали новый пресвитерий, который был призван стать продолжением Центрального пресвитерия Пресвитерианской церкви Колумбии. Новая пресвитерия получила название «Центральная пресвитерия» (исп. Corporación Presbiterio Central).
В результате церкви Табита и Эбенезер, церкви Пеке, Дабейба, Иордании и Кампаррусии покинули свои пресвитерии и обратились с просьбой присоединиться к новообразованной Центральной пресвитерии.
В 1989 году Пресвитерианская церковь Колумбии созвала внеочередной синод и избрала нового модератора. По этой причине в 1993 году пресвитерии Юга и Северо-Запада созвали Чрезвычайное собрание, на котором вместе с этими пресвитериями и Центральной пресвитерией была организована новая деноминация - «Пресвитерианская церковь в Колумбии (Реформатский синод)».
Тем временем пресвитерии Урабы, Центральной и Косты остались в составе Пресвитерианской церкви Колумбии. 12 сентября 1996 года «Пресвитерианская церковь в Колумбии (Реформатский синод)» была официально зарегистрирована правительством Колумбии.

## Доктрина
Церковь привержена Апостольскому Символу веры, Никейско-Константинопольскому Символу веры, Гейдельбергскому катехизису и Вестминстерскому исповеданию веры.

## Межцерковные отношения
В 2000 году Нидерландская реформатская церковь поддержала церковь в обучении пасторов, лидеров и верующих в Колумбии.
В 2022 году церковь начала диалог с Альянсом пресвитерианской и реформатской церквей Латинской Америки о возможности присоединения к организации.